# Guryong (métro de Séoul)
Guryong (hangeul : 구룡 ; hanja : 九龍) est une station de passage de la ligne Suin–Bundang du métro de Séoul. Elle est située au 403 Gaepo-ro, quartier Gaepo-dong, dans l'arrondissement de Gangnam-gu, à Séoul en Corée du Sud.
Ouverte en 2004, la station est desservie par les rames qui circulent sur la ligne Suin–Bundang.

## Situation sur le réseau

Plan du réseau (2023)

Établie en souterrain, la station Guryong est une station de passage de la ligne Suin–Bundang du métro de Séoul. : elle est située entre la station Dogok, en direction du terminus nord Cheongnyangni, et la station Gaepo-dong en direction du terminus ouest Incheon,.

## Histoire
La station Guryon est mise en service le 24 octobre 2004, c'est un ajout sur la ligne Bundang déjà en service.
Puis elle devient une station de passage de la ligne Suin–Bundang, lors de la création de celle-ci, le 12 septembre 2020, par la fusion de la ligne Bundang et de la ligne Suin, reliées par un nouveau tronçon complété par l'utilisation en commun d'un tronçon de la ligne 4 du métro de Séoul.

## Services aux voyageurs

### Accès et accueil
La station souterraine est située au 403 Gaepo-ro, quartier Gaepo-dong. Elle dispose de cinq bouches, numérotées de 1 à 5, situées de part et d'autre de la Gaepo-ro. Au sous-sol, comme toutes les stations de la ligne, elle dispose d'une billetterie équipée d'automates pour l'achat de titres de transport valables sur l'ensemble du réseau du métro de Séoul. Les quais sont au dernier sous-sol, des escaliers, escaliers mécaniques permettent les relations avec la surface.

### Desserte
Guryong est desservie par les rames omnibus qui circulent sur la ligne Suin–Bundang. Elle dispose de deux voies desservant deux quais équipés de portes palières.

Installations ligne Suin–Bundang
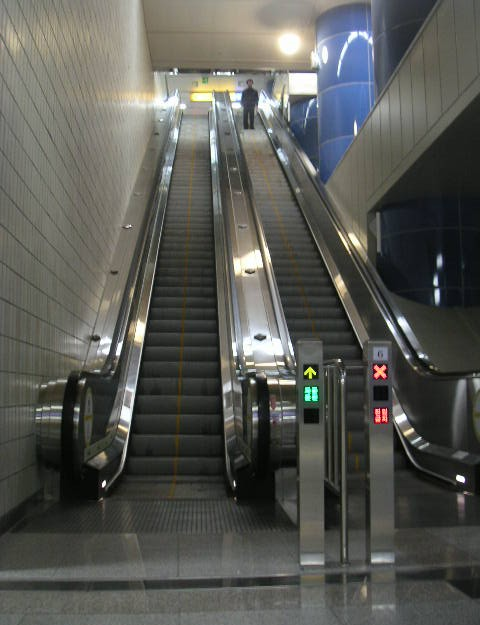
En 2005.
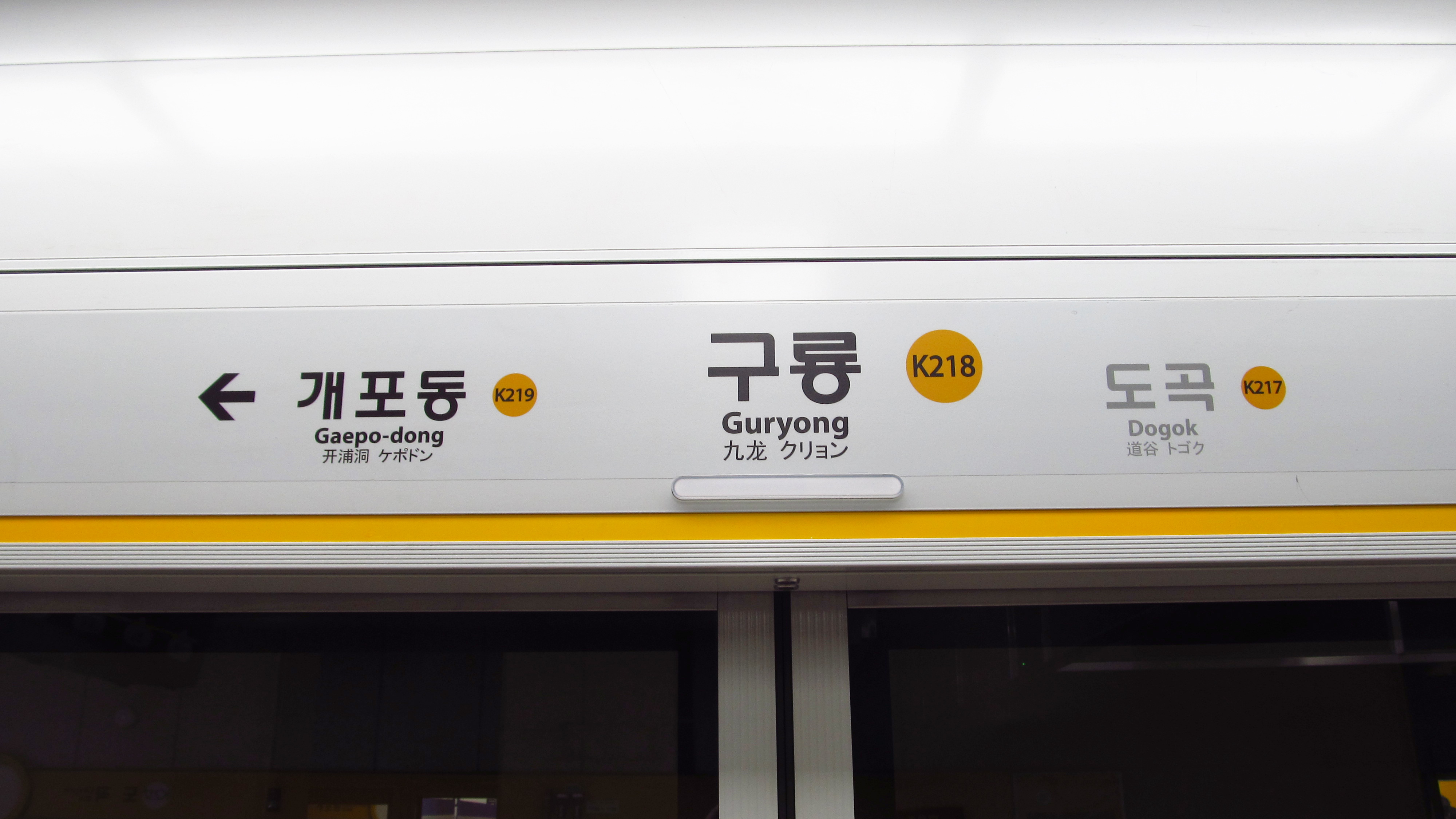
En 2011.
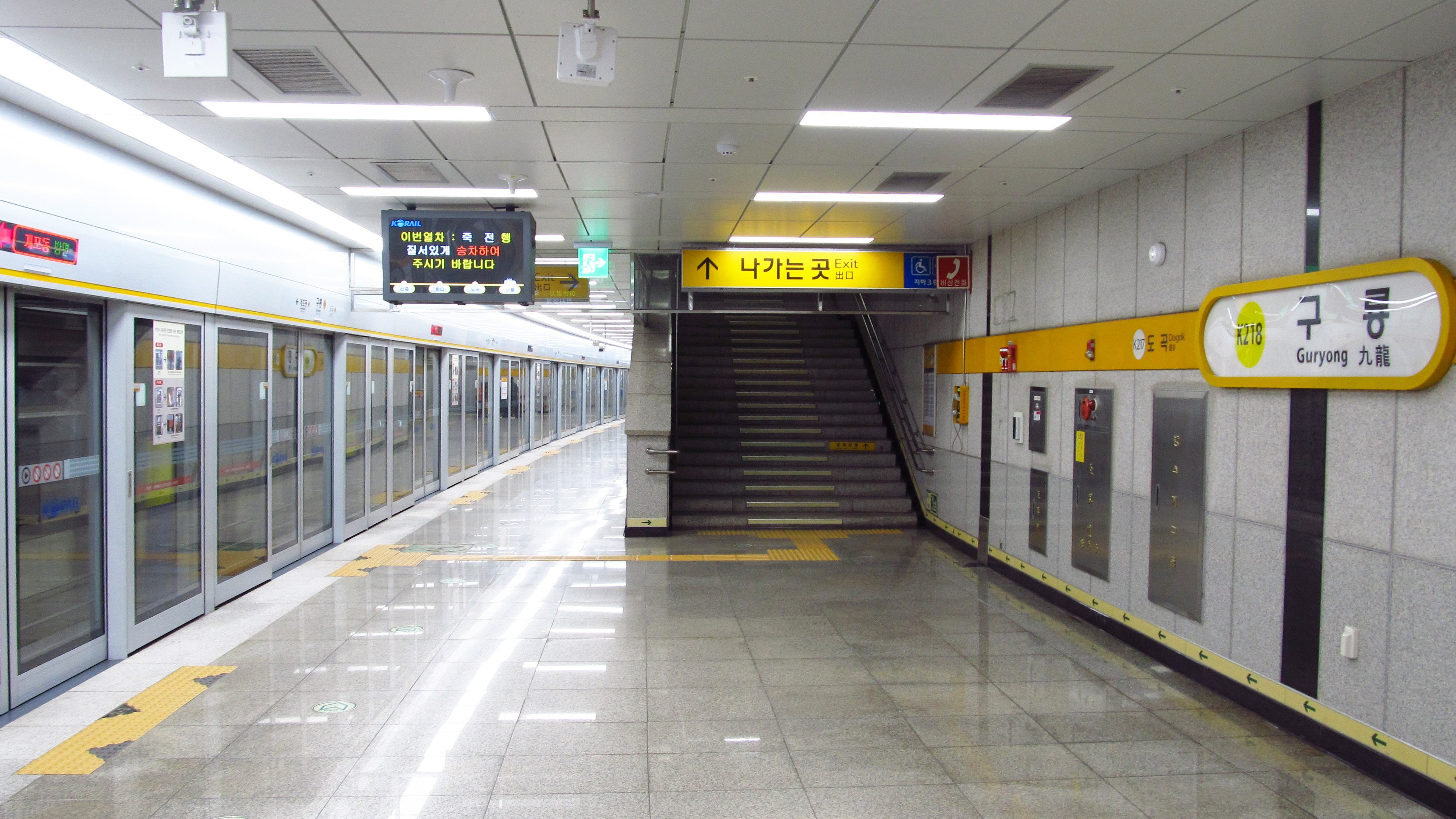
En 2018.

### Intermodalité
Des arrêts de bus sont établis à proximité des bouches de la station.